# Друга савезна влада Радоја Контића
Друга савезна влада Радоја Контића била је на власти од 20. марта 1997. до 18. маја 1998. године.

## Историјат
20. марта 1997. Године изабрана је нова влада после истека четворогодишњег мандата. За председника владе поново је изабран Радоје Контић. Владу су чинили премијер, 4 потпредседника, 18 министара и 2 министра без портфеља.
Основано је пет нових министарстава: за пољопривреду, за спорт, за унутрашњу трговину, за спољну трговину и за телекомуникације.
Прва измена у саставу владе извршена је након избора министра за иностране послове Милана Милутиновића за председника Републике Србије 21. децембра 1997. године. За новог министра иностраних послова изабран је Живадин Јовановић.
18. маја 1998. Скупштина СРЈ је на иницијативу Социјалистичке народне партије (СНП) Црне Горе изгласала неповерење премијеру југословенске владе Радоје Контићу.

## Чланови владе
| Функција                    | Слика             | Име и презиме     | Странка                                   | Белешке         |
| --------------------------- | ----------------- | ----------------- | ----------------------------------------- | --------------- |
| Председник Савезне владе    |                   | Радоје Контић     | Демократска партија социјалиста Црне Горе |                 |
| Министар иностраних послова |                   | Милан Милутиновић | Социјалистичка партија Србије             | до 21. децембра |
| Министар иностраних послова | Живадин Јовановић |                   |                                           |                 |